# Grgetegklostret
Grgetegklostret är ett serbiskt-ortodoxt kloster vid berget Fruška Gora i norra Serbien. 
De tidigaste historiska dokument där klostret omnämns är från 1545-1546. År 1990 förklarades klostret som ett monument av särskild kulturell betydelse.